# فرنسيسكو بيريز (لاعب كرة قدم إسباني)
فرنسيسكو بيريز (بالإسبانية: Francisco Pérez Caso)‏ (3 يناير 1986 بسانتاندير في إسبانيا - ) هو لاعب كرة قدم إسباني في مركز الدفاع. لعب مع نادي باراكالدو ونادي جامعة مرسية ونادي قادش ونادي لوغو وSD Lemona ‏ وUM Escobedo ‏.

## وصلات خارجية
- فرنسيسكو بيريز على موقع قاعدة بيانات كرة القدم.إي يو (الإنجليزية)
- فرنسيسكو بيريز على موقع Soccerway.com (الإنجليزية)
- فرنسيسكو بيريز على موقع AS.com (الإسبانية)